# Giacomo Boni (pintor)
Giacomo Boni (28 de abril de 1688 – 7 de janeiro de 1766) foi um pintor italiano do período barroco, ativo principalmente em Genova. Nasceu em Bologna e tornou-se pupilo de Marcantonio Franceschini e posteriormente do pintor Carlo Cignani em Forlì. Ele então retornou e seguiu Franceschini até Gênova, e então até Crema, Piacenza, Lavino di Mezzo, Parma, e então Roma. Ele pintou telas e afrescos para a igreja de San Filippo Neri em Gênova. Em Crema, pintou para a Chiesa del Carmine e em Piacenza para a igreja de Santa Maria del Popolo. Retornou então para Gênova em 1726, onde pintou ao lado de Tommaso Aldrovandini no Palazzo Durazzo. Ele pintou o coro de San Pancrazio para a família de nobres de Pallavicini. Também pintou no Palazzo Mari e em muitos outros; e afrescos na abóbada da oratório de Santa Maria della Costa, em Sanremo. Na capela de San Giovanni Evangelista em Parma, pintou ao lado de Giuseppe Carpi.
Lanzi menciona Jacopo Boni trabalhando como um assistente de Franceschini na decoração do grande corredor do Palazzo Pubblico. Entre seus pupilos estavam Lorenzo Brusco (falecido em 1763), Giuseppe Comotti, e Giuseppe Rossi (falecido em 1796).

## Referência bibliográfica
- Bryan, Michael (1886).  Robert Edmund Graves, ed. Dictionary of Painters and Engravers, Biographical and Critical (Volume I: A-K). York St. #4, Covent Garden, London; Original from Fogg Library, Digitized May 18, 2007: George Bell and Sons. 154 páginas
- Soprani, Raffaello (1769).  Carlo Giuseppe Ratti, ed. Delle vite de' pittori, scultori, ed architetti genovesi; Tomo secundo scritto da Carlo Giuseppe Ratti. [S.l.]: Stamperia Casamara in Genoa, dalle Cinque Lampadi, con licenza de Superiori; Digitized by Googlebooks from Oxford University copy on Feb 2, 2007. pp. 374–384

- Este artigo foi inicialmente traduzido, total ou parcialmente, do artigo da Wikipédia em inglês cujo título é «Giacomo Boni (painter)», especificamente desta versão.